# مالکوم گرین
مالکوم گرین (انگلیسی: Malcolm Green؛ زادهٔ ۱۶ آوریل ۱۹۳۶) شیمی‌دان اهل بریتانیا است. وی همچنین برندهٔ جوایزی همچون همکار انجمن سلطنتی و مدال دیوی شده‌است.